# 昂利山
67°43′S 63°2′E / 67.717°S 63.033°E
昂利山（英語：Onley Hill）是南極洲的山丘，位於麥克羅伯特森地，屬於弗拉姆山脈的一部分，海拔高度840米，挪威製圖師根據該國探險隊的空中照片繪入地圖，以莫森站的氣象觀測員命名。